# 대한민국 헌법 제101조
대한민국 헌법 제101조는 대한민국 헌법의 조항이다.

## 본문
① 사법권은 법관으로 구성된 법원에 속한다.

② 법원은 최고법원인 대법원과 각급법원으로 조직된다.

③ 법관의 자격은 법률로 정한다.

## 내용
대한민국의 사법부에 대한 내용이다.

## 참고문헌
- 김성훈. (2022). 독자적 경찰수사의 사법권 침해에 관한 연구 - 헌법 제101조 제1항 위반을 중심으로 -. 형사법의 신동향,(76), 38-69.